# Gomortegaceae
Gomortegaceae er en lille familie med 1 slægt og 1 art, som findes i det mellemste Chile. Det er et træ med modsatte, kortstilkede og duftende blade med hel rand. Blomsterne er små og let uregelmæssige. Frugten er en stenfrugt.
Arten har hverken dyrkningsmæssig eller økonomisk betydning under danske forhold.
| Slægter |

- Gomortega